# Aapo Häkkinen
Aapo Häkkinen est un claveciniste finlandais spécialisé dans le répertoire baroque.

## Biographie
Aapo Häkkinen commence son éducation musicale comme choriste à la cathédrale d'Helsinki en Finlande.
Il aborde le clavecin à l'âge de treize ans sous la houlette d'Elina Mustonen à l'Académie Sibelius d'Helsinki.
Il étudie ensuite avec Bob van Asperen au Conservatoire d'Amsterdam aux Pays-Bas et avec Pierre Hantaï à Paris en France.
Häkkinen remporte le deuxième prix et le prix de la VRT au Concours international de clavecin de Bruges en 1998, ainsi que le prix spécial Norddeutscher Rundfunk Musikpreis. Il joue comme soliste dans la plupart des pays européens et, en tant que musicien de chambre et directeur, collabore avec Reinhard Goebel, Monica Groop (en), Erich Höbarth et beaucoup d'autres. Il dirige de nombreux ensembles et de nombreuses œuvres, dont Acis and Galatea de Haendel et L'isola disabitata de Haydn pour l'Opéra de Chambre finlandais, ainsi que L'incoronazione di Poppea de Monteverdi à l'Opéra National de Finlande.
Häkkinen enseigne à l'Académie Sibelius et donne des master-classes à travers le monde. Il est également directeur artistique de l'Orchestre baroque d'Helsinki.
En plus de jouer du clavecin, Häkkinen joue régulièrement de l'orgue et du clavicorde.

## Discographie

### Avec le gambisteMikko Perkola
- 2007 : Viola da Gamba Sonatas, BWV 1027-1029 / Trios de Jean-Sébastien Bach
- 2011 : Suites for Viola da gamba et 27e ordre de clavecin en si mineur de François Couperin

## Prix et récompenses
- Prix Alfred-Kordelin, 2008